# Serie A (1996/1997)
Serie A 1996/1997 – 95. edycja najwyższej w hierarchii klasy mistrzostw Włoch w piłce nożnej, organizowanych przez Lega Nazionale, które odbyły się od 8 września 1996 do 1 czerwca 1997. Mistrzem został Juventus, zdobywając swój 24.tytuł.

## Organizacja
Liczba uczestników pozostała bez zmian (18 drużyn). Bologna, Verona, Perugia i Reggiana awansowali z Serie B. Rozgrywki składały się z meczów, które odbyły się systemem kołowym u siebie i na wyjeździe, w sumie 34 rund: 3 punkty przyznano za zwycięstwo i po jednym punkcie w przypadku remisu, z możliwą dogrywką, rozstrzygać sytuacje ex aequo w końcowej klasyfikacji.. Zwycięzca rozgrywek ligowych otrzymywał tytuł mistrza Włoch. Cztery ostatnie drużyny spadało bezpośrednio do Serie B.

## Drużyny
| Uczestnicy poprzedniej edycji                                                                                 | Uczestnicy poprzedniej edycji | Uczestnicy poprzedniej edycji | Uczestnicy poprzedniej edycji |
| --- | ----------------------------- | ----------------------------- | ----------------------------- |
| MIL | Milan                         | 1                             |                               |
| JUV | Juventus                      | 2                             |                               |
| LAZ | Lazio                         | 3                             |                               |
| FIO | Fiorentina                    | 4                             |                               |
| ROM | Roma                          | 5                             |                               |
| PAR | Parma                         | 6                             |                               |
| INT | Inter Mediolan                | 7                             |                               |
| SAM | Sampdoria                     | 8                             |                               |
| VIC | Vicenza                       | 9                             |                               |
| CAG | Cagliari                      | 10                            |                               |
| UDI | Udinese                       | 11                            |                               |
| NAP | Napoli                        | 12                            |                               |
| ATA | Atalanta                      | 13                            |                               |
| PIA | Piacenza                      | 14                            |                               |
| Spadek z poprzedniej edycji                                                                                   |                               |                               |                               |
| BAR | Bari                          | 15                            |                               |
| TOR | Torino                        | 16                            |                               |
| CRE | Cremonese                     | 17                            |                               |
| PAD | Padova                        | 18                            |                               |
| Awans z Serie B 1995/1996                                                                                     |                               |                               |                               |
| BOL | Bologna                       | 1                             |                               |
| VER | Verona                        | 2                             |                               |
| PER | Perugia                       | 3                             |                               |
| REA | Reggiana                      | 4                             |                               |
| Oznaczenia: - kolumna pierwsza – skróty nazw drużyn, - kolumna trzecia – miejsce zajęte w poprzednim sezonie. |                               |                               |                               |

## Tabela
| Lp. | Drużyna        | M  | Z  | R  | P  | B+ | B- | +/– | Pkt | Kwalifikacja lub spadek                         |
| --- | -------------- | -- | -- | -- | -- | -- | -- | --- | --- | ----------------------------------------------- |
| 1   | Juventus (C)   | 34 | 17 | 14 | 3  | 51 | 24 | +27 | 65  | Kwalifikacja do Ligi Mistrzów                   |
| 2   | Parma          | 34 | 18 | 9  | 7  | 41 | 26 | +15 | 63  | Kwalifikacja do Ligi Mistrzów                   |
| 3   | Inter Mediolan | 34 | 15 | 14 | 5  | 51 | 35 | +16 | 59  | Kwalifikacja do Pucharu UEFA                    |
| 4   | Lazio          | 34 | 15 | 10 | 9  | 54 | 37 | +17 | 55  | Kwalifikacja do Pucharu UEFA                    |
| 5   | Udinese        | 34 | 15 | 9  | 10 | 53 | 41 | +12 | 54  | Kwalifikacja do Pucharu UEFA                    |
| 6   | Sampdoria      | 34 | 14 | 11 | 9  | 60 | 46 | +14 | 53  | Kwalifikacja do Pucharu UEFA                    |
| 7   | Bologna        | 34 | 13 | 10 | 11 | 50 | 44 | +6  | 49  |                                                 |
| 8   | Vicenza        | 34 | 12 | 11 | 11 | 43 | 38 | +5  | 47  | Kwalifikacja do Pucharu Zdobywców Pucharów      |
| 9   | Fiorentina     | 34 | 10 | 15 | 9  | 46 | 41 | +5  | 45  |                                                 |
| 10  | Atalanta       | 34 | 11 | 11 | 12 | 44 | 46 | −2  | 44  |                                                 |
| 11  | Milan          | 34 | 11 | 10 | 13 | 43 | 45 | −2  | 43  |                                                 |
| 12  | Roma           | 34 | 10 | 11 | 13 | 46 | 47 | −1  | 41  |                                                 |
| 13  | Napoli         | 34 | 9  | 14 | 11 | 38 | 45 | −7  | 41  |                                                 |
| 14  | Piacenza       | 34 | 7  | 16 | 11 | 29 | 45 | −16 | 37  | baraż o spadek                                  |
| 15  | Cagliari (R)   | 34 | 9  | 10 | 15 | 45 | 55 | −10 | 37  | Spadek do Serie B po przegranym barażu o spadek |
| 16  | Perugia (R)    | 34 | 10 | 7  | 17 | 48 | 62 | −14 | 37  | Spadek do Serie B                               |
| 17  | Verona (R)     | 34 | 6  | 9  | 19 | 38 | 64 | −26 | 27  | Spadek do Serie B                               |
| 18  | Reggiana (R)   | 34 | 2  | 13 | 19 | 28 | 67 | −39 | 19  | Spadek do Serie B                               |

1. ↑  Roma została sklasyfikowana wyżej dzięki różnicy bramek: Roma -1, Napoli -7.
2. ↑  CAG: 7 pkt; PIA: 5 pkt; PER: 4 pkt.
3. ↑  CAG: 7 pkt; PIA: 5 pkt; PER: 4 pkt.
4. ↑  Spadek do Serie B bezpośrednio.

## Wyniki
Drużyny grają ze sobą dwa razy u siebie i na wyjeździe.
| Gospodarz \ Gość | ATA | BOL | CAG | FIO | INT | JUV | LAZ | MIL | NAP | PAR | PER | PIA | REA | ROM | SAM | UDI | HEL | VIC |
| ---------------- | --- | --- | --- | --- | --- | --- | --- | --- | --- | --- | --- | --- | --- | --- | --- | --- | --- | --- |
| Atalanta         |     | 1–1 | 4–1 | 2–2 | 1–1 | 1–1 | 2–1 | 0–2 | 2–2 | 1–2 | 2–2 | 4–0 | 1–0 | 0–4 | 4–0 | 1–0 | 1–0 | 3–1 |
| Bologna          | 3–1 |     | 3–0 | 0–2 | 2–2 | 0–1 | 1–0 | 1–2 | 2–1 | 0–1 | 0–0 | 1–1 | 3–2 | 3–2 | 2–1 | 0–0 | 6–1 | 0–0 |
| Cagliari         | 2–0 | 2–2 |     | 4–1 | 1–2 | 0–0 | 0–0 | 1–1 | 1–1 | 0–1 | 2–1 | 1–0 | 1–1 | 2–1 | 3–4 | 1–2 | 3–2 | 2–1 |
| Fiorentina       | 0–0 | 3–2 | 2–0 |     | 0–0 | 1–1 | 0–0 | 1–0 | 3–0 | 1–0 | 4–1 | 1–1 | 3–0 | 2–1 | 1–1 | 2–3 | 2–0 | 2–4 |
| Inter Mediolan   | 2–0 | 0–2 | 2–2 | 2–2 |     | 0–0 | 1–1 | 3–1 | 3–2 | 3–1 | 1–0 | 2–0 | 3–1 | 3–1 | 3–4 | 1–1 | 2–1 | 0–1 |
| Juventus         | 0–0 | 1–0 | 2–1 | 1–0 | 2–0 |     | 2–2 | 0–0 | 1–1 | 1–1 | 2–1 | 4–1 | 3–1 | 3–0 | 0–0 | 0–3 | 3–2 | 2–0 |
| Lazio            | 3–2 | 1–2 | 2–1 | 1–0 | 2–2 | 0–2 |     | 3–0 | 3–2 | 2–1 | 4–1 | 2–0 | 6–1 | 0–0 | 1–1 | 0–1 | 4–1 | 0–2 |
| Milan            | 1–1 | 2–0 | 0–1 | 2–0 | 1–1 | 1–6 | 2–2 |     | 3–1 | 0–1 | 3–0 | 0–0 | 3–1 | 1–1 | 2–3 | 2–1 | 4–1 | 1–0 |
| Napoli           | 0–1 | 3–2 | 1–1 | 2–2 | 1–2 | 0–0 | 1–0 | 0–0 |     | 2–1 | 4–2 | 1–1 | 1–0 | 1–0 | 1–1 | 1–1 | 1–0 | 1–0 |
| Parma            | 0–0 | 1–0 | 3–2 | 0–0 | 1–0 | 1–0 | 2–0 | 1–1 | 3–0 |     | 1–2 | 1–0 | 3–2 | 0–0 | 3–0 | 0–2 | 1–0 | 3–0 |
| Perugia          | 3–1 | 5–1 | 3–2 | 1–1 | 0–0 | 1–2 | 1–2 | 1–0 | 1–1 | 1–2 |     | 1–1 | 1–3 | 2–0 | 1–0 | 2–1 | 3–1 | 1–1 |
| Piacenza         | 3–1 | 1–1 | 1–1 | 1–1 | 0–3 | 1–1 | 1–3 | 3–2 | 1–0 | 0–0 | 2–1 |     | 3–0 | 0–0 | 2–2 | 0–0 | 2–0 | 1–0 |
| Reggiana         | 0–3 | 1–3 | 0–3 | 0–0 | 1–1 | 1–1 | 0–2 | 0–3 | 1–1 | 0–0 | 1–4 | 0–0 |     | 1–1 | 1–1 | 0–0 | 2–2 | 0–0 |
| Roma             | 0–2 | 1–1 | 3–1 | 3–3 | 1–1 | 1–1 | 1–1 | 3–0 | 1–0 | 0–1 | 4–1 | 3–1 | 2–2 |     | 1–4 | 0–3 | 4–3 | 2–0 |
| Sampdoria        | 2–0 | 1–2 | 4–1 | 1–1 | 1–2 | 0–1 | 1–0 | 2–1 | 0–1 | 1–1 | 5–2 | 3–0 | 3–0 | 1–2 |     | 4–0 | 0–0 | 2–1 |
| Udinese          | 2–0 | 2–2 | 1–0 | 2–0 | 0–1 | 1–4 | 2–3 | 1–1 | 2–2 | 3–1 | 2–1 | 4–0 | 2–1 | 1–0 | 4–5 |     | 3–0 | 1–1 |
| Verona           | 1–1 | 0–2 | 2–2 | 2–1 | 0–1 | 0–2 | 1–1 | 3–1 | 2–0 | 1–2 | 2–0 | 0–0 | 2–4 | 2–1 | 1–1 | 3–2 |     | 2–2 |
| Vicenza          | 4–1 | 2–0 | 2–0 | 3–2 | 1–1 | 2–1 | 0–2 | 2–0 | 2–2 | 1–1 | 4–1 | 1–1 | 2–0 | 0–2 | 1–1 | 2–0 | 0–0 |     |

1. ↑  Match rozegrano na Stadio Giglio.

## Baraż o spadek
Piacenza – Cagliari 3:1
15 czerwca 1997, Neapol

## Najlepsi strzelcy
| Bramki | Strzelcy          | Drużyna                     |
| ------ | ----------------- | --------------------------- |
| 24 (6) | Filippo Inzaghi   | Atalanta                    |
| 22 (3) | Vincenzo Montella | Sampdoria                   |
| 17 (5) | Abel Balbo        | Roma                        |
| 16 (3) | Sandro Tovalieri  | Cagliari (4), Reggiana (12) |
| 15     | Roberto Mancini   | Sampdoria                   |
| 15     | Marco Negri       | Perugia                     |
| 15 (4) | Giuseppe Signori  | Lazio                       |
| 14 (1) | Oliver Bierhoff   | Udinese                     |
| 14 (1) | Enrico Chiesa     | Parma                       |
| 14 (3) | Pasquale Luiso    | Piacenza                    |
| 14 (5) | Youri Djorkaeff   | Inter Mediolan              |

## Skład mistrzów
| Zwycięzca Serie A 1996/97 |
| ------------------------- |
| Juventus 24 Tytuł         |

| formacja | Piłkarz (liczba meczów)   |
| --- | ------------------------- |
| Peruzzi Porrini Ferrara Montero Pessotto Di Livio Deschamps Jugović Zidane Bokšić Del Piero | Angelo Peruzzi (29)       |
| Peruzzi Porrini Ferrara Montero Pessotto Di Livio Deschamps Jugović Zidane Bokšić Del Piero | Sergio Porrini (23)       |
| Peruzzi Porrini Ferrara Montero Pessotto Di Livio Deschamps Jugović Zidane Bokšić Del Piero | Ciro Ferrara (32)         |
| Peruzzi Porrini Ferrara Montero Pessotto Di Livio Deschamps Jugović Zidane Bokšić Del Piero | Paolo Montero (26)        |
| Peruzzi Porrini Ferrara Montero Pessotto Di Livio Deschamps Jugović Zidane Bokšić Del Piero | Gianluca Pessotto (20)    |
| Peruzzi Porrini Ferrara Montero Pessotto Di Livio Deschamps Jugović Zidane Bokšić Del Piero | Angelo Di Livio (32)      |
| Peruzzi Porrini Ferrara Montero Pessotto Di Livio Deschamps Jugović Zidane Bokšić Del Piero | Didier Deschamps (26)     |
| Peruzzi Porrini Ferrara Montero Pessotto Di Livio Deschamps Jugović Zidane Bokšić Del Piero | Vladimir Jugović (30)     |
| Peruzzi Porrini Ferrara Montero Pessotto Di Livio Deschamps Jugović Zidane Bokšić Del Piero | Zinédine Zidane (29)      |
| Peruzzi Porrini Ferrara Montero Pessotto Di Livio Deschamps Jugović Zidane Bokšić Del Piero | Alen Bokšić (22)          |
| Peruzzi Porrini Ferrara Montero Pessotto Di Livio Deschamps Jugović Zidane Bokšić Del Piero | Alessandro Del Piero (22) |
| Peruzzi Porrini Ferrara Montero Pessotto Di Livio Deschamps Jugović Zidane Bokšić Del Piero | Trener: Marcello Lippi    |
| Pozostałe piłkarze: Nicola Amoruso (23), Christian Vieri (23), Attilio Lombardo (22), Mark Iuliano (21), Michele Padovano (20), Alessio Tacchinardi (19), Dimas (17), Moreno Torricelli (17), Antonio Conte (6), Michelangelo Rampulla (6), Raffaele Ametrano (1), Nicola Cingolani (1), Davide Falcioni (1), Ivano Trotta (1). |                           |